# Anti-Aircraft Command
Anti-Aircraft Command ("AA Command", ou "Ack-Ack Command"), foi um comando do Exército Britânico da Segunda Guerra Mundial que controlava a artilharia antiaérea do Exército Territorial e formações de holofotes e unidades que defendiam o Reino Unido.

## Origem
A formação de um corpo de nível de comando de defesas antiaéreas foi anunciada em 1938, mas o Comando Antiaéreo não foi formado até 1º de abril de 1939 sob o comando do general Sir Alan Brooke, que havia sido comandante do Corpo Antiaéreo. Ele então passou o controle para Sir Frederick Pile, que permaneceria no comando até o fim da guerra.
O "AA Command" estava sob a direção operacional do Comando de Caça da RAF como parte da Defesa Aérea da Grã-Bretanha, e ocupava um quartel-general conhecido como Glenthorn no terreno de Bentley Priory, sede do Comando de Caça.
A maioria dos canhões e holofotes do "AA Command" eram operados por unidades do Exército Territorial. Algumas unidades do Exército Regular se juntaram depois que voltaram da evacuação de Dunquerque. Mais tarde, à medida que a guerra avançava, Regulares e AT foram liberados para o serviço no exterior pelo uso de homens da Guarda Nacional (carregando e disparando as armas) e mulheres do Serviço Territorial Auxiliar (manuseando munição e operando diretores de armas).